# Sento Llobell

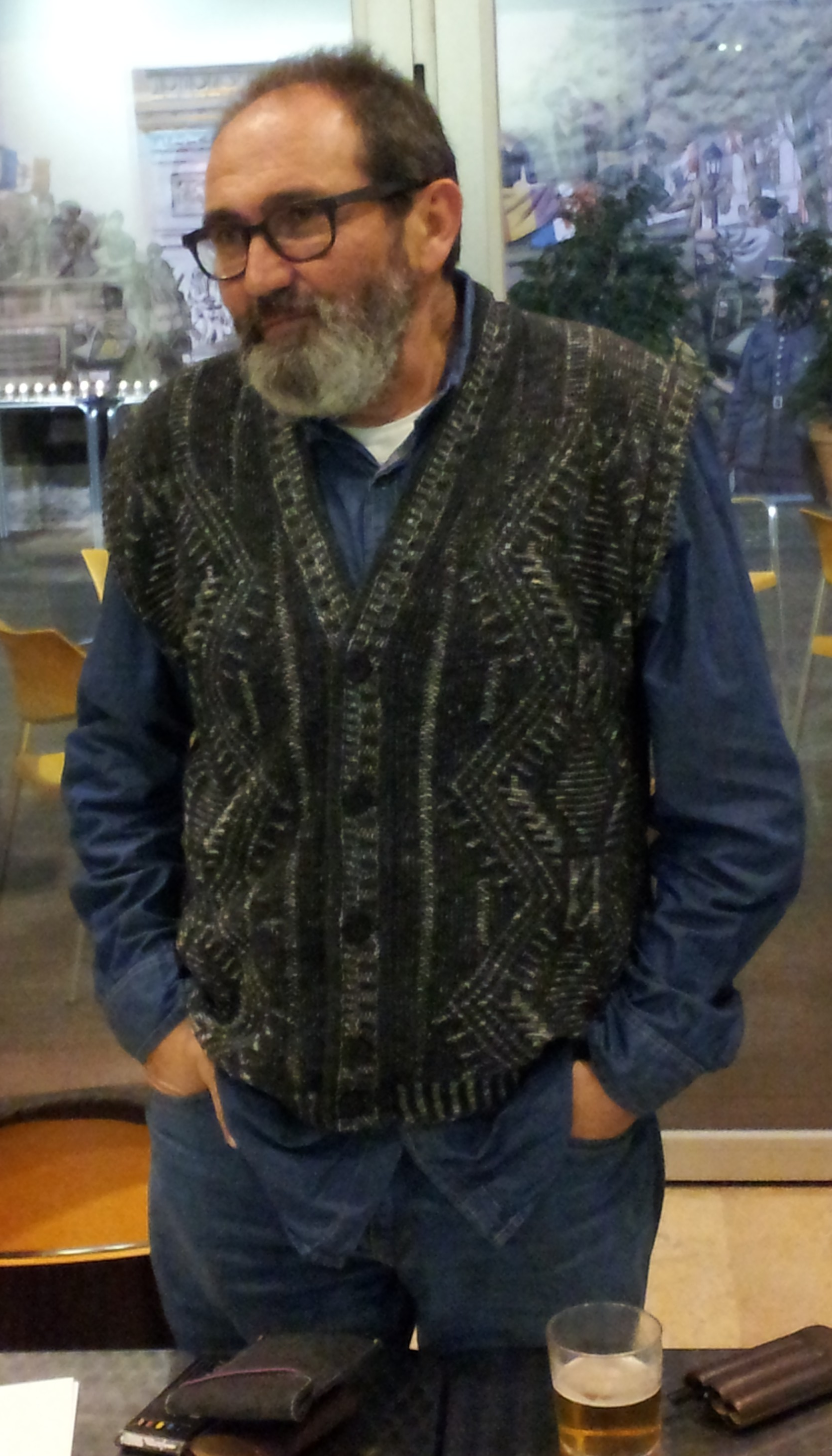
Sento Llobell en 2015.

Vicent Josep Llobell Bisbal, conegut com a Sento (València, 8 de desembre de 1953), és un historietista i il·lustrador valencià.

## Biografia
Llicenciat en Belles Arts (1978), va ser professor d'Anatomia a la Facultat de Belles Arts de València. Però va canviar les aules pel còmic, publicant en revistes com Cairo, El Víbora, Bésame Mucho, Madriz o TBO. Els seus còmics i il·lustracions també s'han publicat en mitjans com el Pequeño País, El Temps, El Independiente, El Jueves o Efe Eme.
Ha treballat en diferents camps artístics, fent incursions en la il·lustració publicitària i fins i tot en el disseny innovador de falles, fent tàndem amb Manolo Martín per a la realització de les falles de la Plaça del País Valencià (actualment Ajuntament) de València dels anys 1986 i 1987, i amb el fill d'este per a les falles de Na Jordana de 2006 (on Manolo Martín pare col·laborà) i 2011. El tàndem Martín-Llobell també va ser responsable del disseny de la ludo-estàtua gegant del Parc Gulliver que reposa al Jardí del Túria de València. Sento es va internar en l'animació amb La leyenda de la Meloseta.

## Valoració crítica
La teòrica Francesca Lladó, en la seua classificació de dibuixants i guionistes del denominat Boom del còmic adult a Espanya, l'adscriu a la Nova Escola Valenciana al costat de Mique Beltrán, Xavier Mariscal, Micharmut, i Daniel Torres. Jesús Cuadrado, per la seua banda, destaca la seua "tècnica anatomista".

## Obra

### Àlbums
- Valentín. Ajuntament de València, 1981.
- Romance. Arrebato, 1981.
- Velvet Nights. Norma Editorial, 1985.
- Tirant lo blanc còmic amb texts de Jaume Fuster i Guillemó, 1987
- El Laboratori del Dr Arnau. Generalitat Valenciana, 1989.
- Cazando millonarios. Complot, 1990.
- Noves Aventures d'en Tirant. Generalitat Valenciana, 1991.
- Les Aventures del Cavaller Tirant. 4 vols. 3 i 4 Ed., 1992.
- Historieta del Camp de Morvedre. Caixa d'estalvis de Sagunt, 1992.
- Tritón (Historia del Puerto Autónomo de Valencia). 1999.
- El cartero audaz. Edicions de Ponent, 2003.

### Llibres Il·lustrats
- Ruinas. Edicions de Ponent, 1995.
- El jardí secret. Fundació Bromera per al Foment de la Lectura, 1997. Alzira.
- Viaje a Bosnia. Autoedició, 2000.
- Però, per què no?. Fundació Bromera per al Foment de la Lectura, 2006.

### Animació
- La leyenda de Meloseta. Produïda per Metrópolis. Madrid, 1991. Curt de dibuixos animats.

### Obres corpòries
- Una estoreta velleta (falla). "Plaça del País Valencià", 1986.
- Perquè el foc només siga un espill (falla). "Plaça del País Valencià", 1987.[4]
- Parc Gulliver (escultura lúdica). Ajuntament de València, 1990.
- Carme, t'estime (falla). "Falla de Na Jordana", 2006.
- Ens vorem a l'infern (falla). "Falla de Na Jordana", 2011.

## Galeria

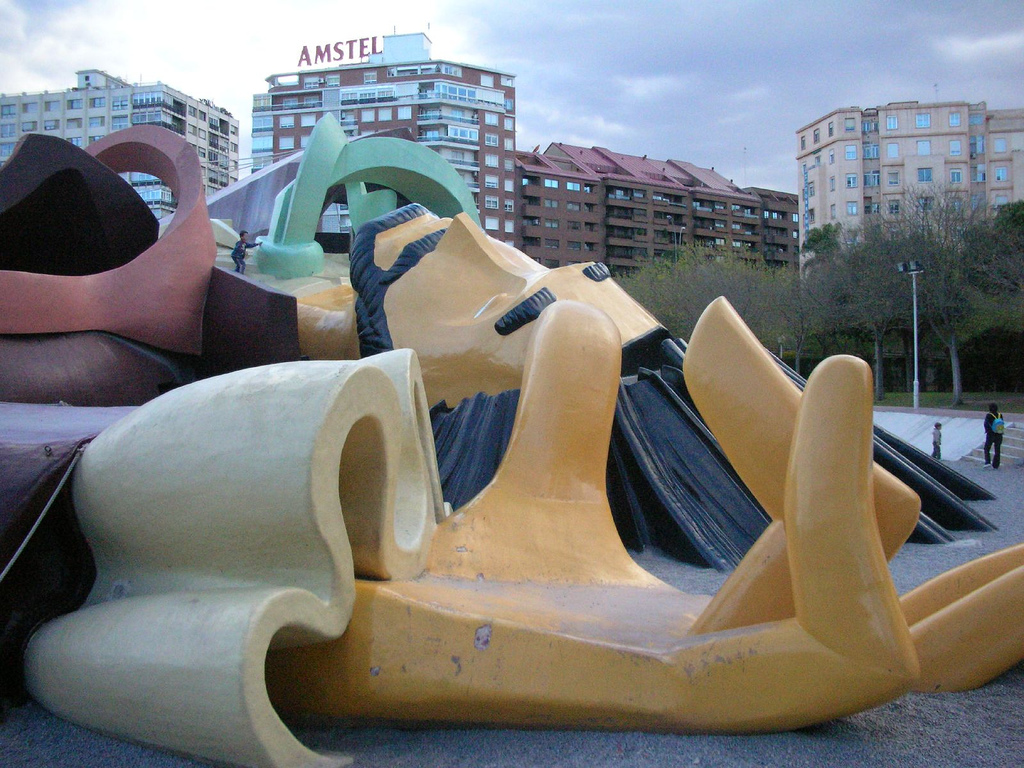
Parc Gulliver.
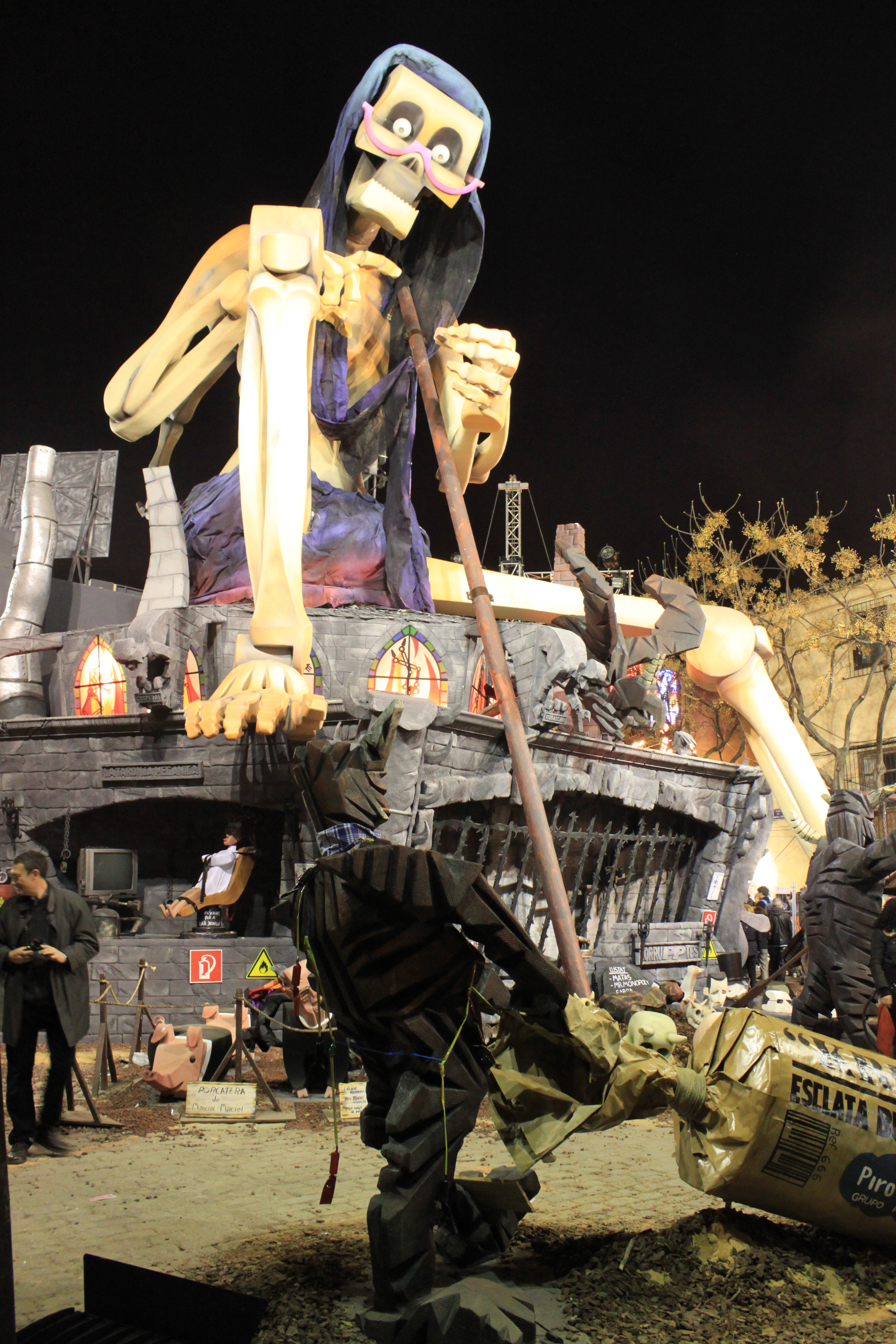
El monument de Na Jordana de 2011 va ser el segon que Sento va dissenyar per a esta falla. Va obtenir el tercer premi en Enginy i Gràcia.
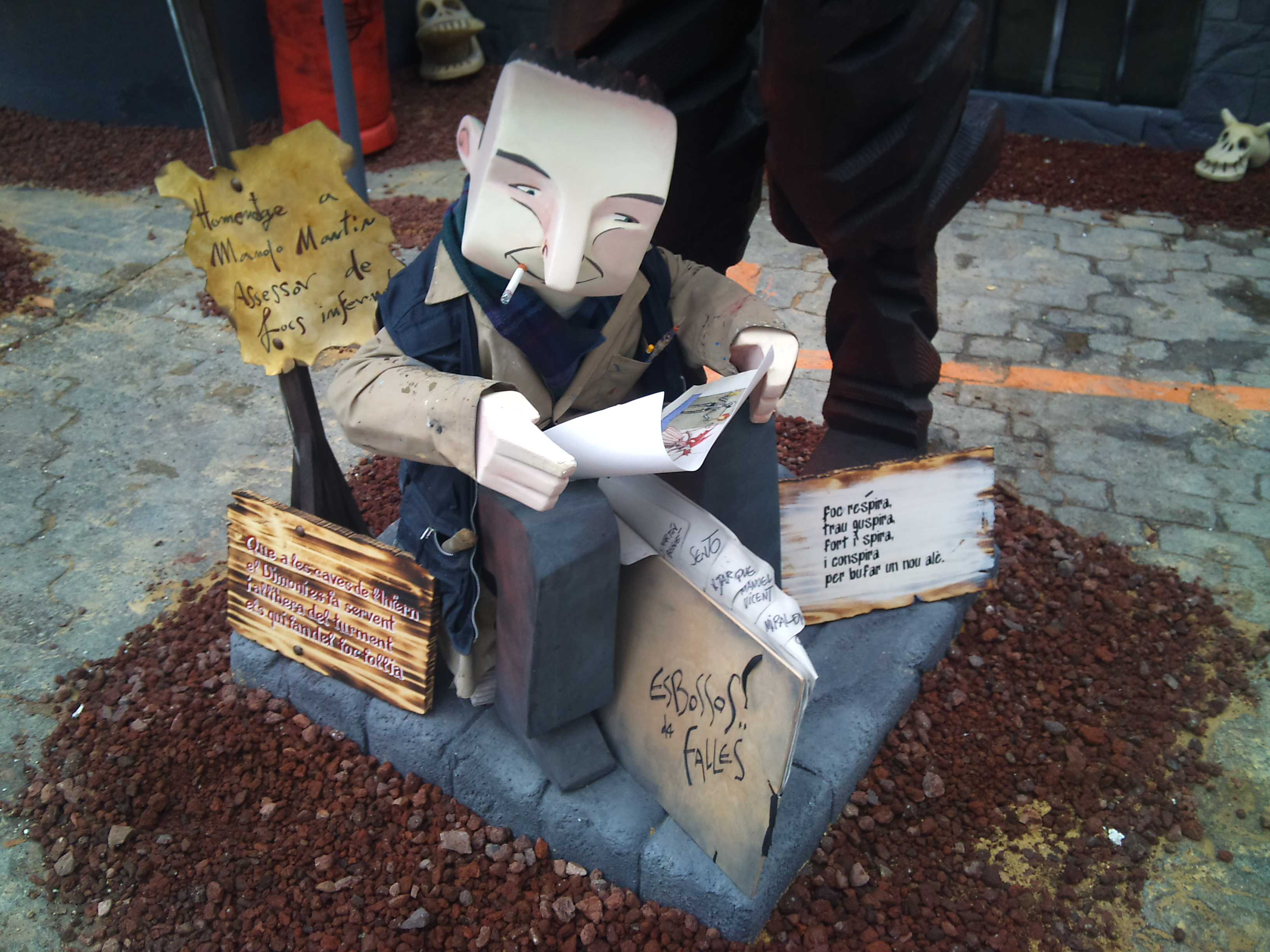
Ninot en homenatge a Manolo Martín López, al monument de Na Jordana de 2011. Sento i Martín van portar endavant molts projectes junts. El monument va ser realitzat conjuntament pel mateix Sento amb Manuel Martín Huguet, fill de l'artista recentment desaparegut.
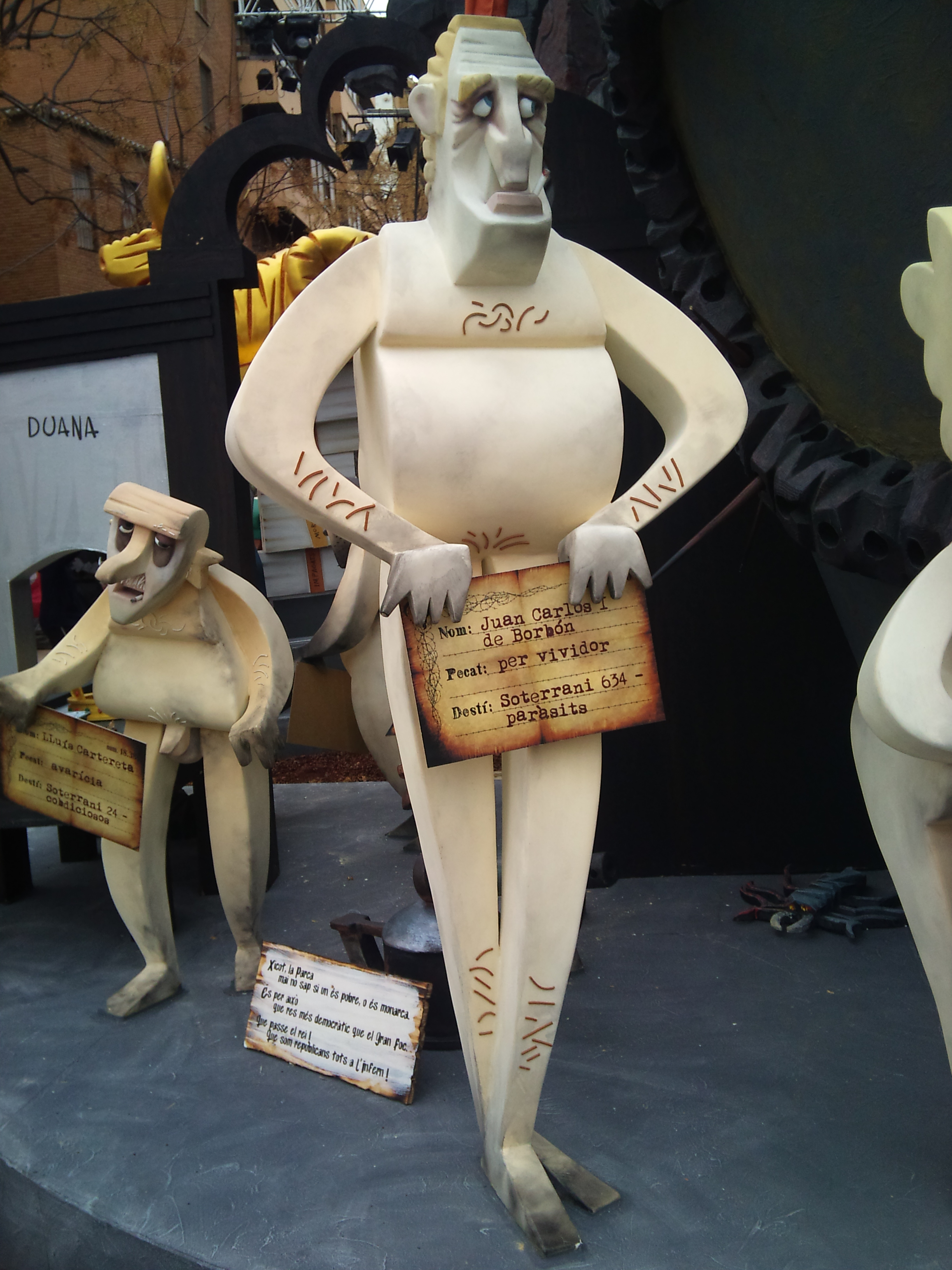
Joan Carles I al monument de 2011 de la Falla Na Jordana.
- Manel Gimeno entrevista a Sento Llobell en la presentació de "un Médico Novato" a Futurama, el 11-12-13.
- Entrevista amb Sento a La Represa, 2017.